# VPS26A
VPS26A (англ. VPS26, retromer complex component A) – білок, який кодується однойменним геном, розташованим у людей на короткому плечі 10-ї хромосоми. Довжина поліпептидного ланцюга білка становить 327 амінокислот, а молекулярна маса — 38 170.
| 10         |  | 20         |  | 30         |  | 40         |  | 50         |
| ---------- |  | ---------- |  | ---------- |  | ---------- |  | ---------- |
| MSFLGGFFGP |  | ICEIDIVLND |  | GETRKMAEMK |  | TEDGKVEKHY |  | LFYDGESVSG |
| KVNLAFKQPG |  | KRLEHQGIRI |  | EFVGQIELFN |  | DKSNTHEFVN |  | LVKELALPGE |
| LTQSRSYDFE |  | FMQVEKPYES |  | YIGANVRLRY |  | FLKVTIVRRL |  | TDLVKEYDLI |
| VHQLATYPDV |  | NNSIKMEVGI |  | EDCLHIEFEY |  | NKSKYHLKDV |  | IVGKIYFLLV |
| RIKIQHMELQ |  | LIKKEITGIG |  | PSTTTETETI |  | AKYEIMDGAP |  | VKGESIPIRL |
| FLAGYDPTPT |  | MRDVNKKFSV |  | RYFLNLVLVD |  | EEDRRYFKQQ |  | EIILWRKAPE |
| KLRKQRTNFH |  | QRFESPESQA |  | SAEQPEM    |  |            |  |            |

A: Аланін

C: Цистеїн

D: Аспарагінова кислота

E: Глутамінова кислота

F: Фенілаланін

G: Гліцин

H: Гістидин

I: Ізолейцин

K: Лізин

L: Лейцин

M: Метіонін

N: Аспарагін

P: Пролін

Q: Глутамін

R: Аргінін

S: Серин

T: Треонін

V: Валін

W: Триптофан

Кодований геном білок за функцією належить до фосфопротеїнів. 
Задіяний у таких біологічних процесах, як транспорт, транспорт білків, альтернативний сплайсинг. 
Локалізований у цитоплазмі, мембрані, ендосомах.